# 原理とパラメータのアプローチ
原理とパラメータのアプローチ（げんりとパラメータのアプローチ、英: principles-and-parameters (P&P) approach）とは、普遍文法が、全ての言語に共通した原理 (principles) と、言語ごとに選択可能なパラメータ (parameters) から出来ていると仮定し、それによって言語の普遍性と多様性を捉えようとする生成文法の考え方:3。この観点では、言語獲得（特に文法の獲得）とは、言語経験を通してそれぞれのパラメータを設定して行く過程として捉えられる:3。
「原理とパラメータのアプローチ」の根本的な目標は、自然言語に普遍的な全ての原理とパラメータを特定し、それらが構成する「普遍文法の全体像を明らかにすることにある。特に子どもたちが限られた言語入力（刺激の貧困）にもかかわらず、なぜ迅速かつ均一に母語の複雑な文法体系を習得できるのかという「プラトンの問題」に解答を与えることを目指す。普遍的な原理群と未設定のパラメータ群（UG）は、人間の言語に関する生物学的生得的資質の一部と仮定され、言語経験はパラメータを特定の値に設定（triggering）する役割を果たすとされる。UGの生物学的実在性については、Mussoら (2003) のfMRI研究があり、UGの原理に適合する言語規則を学習する際にヒトの脳のブローカ野が選択的に活動することを示唆している。
「原理とパラメータのアプローチ」は、1980年代には主に統率・束縛理論として知られ、生成文法の主流な考え方の一つであった。

## 歴史

### 下接の条件とパラメータ
1967年、ノーム・チョムスキーは、ジョン・R・ロスが提案した様々な島の制約を説明する高次の原理として、下接の条件を提案した。下接の条件とは、「移動は、二つ以上の境界節点 (bounding node) を越えることができない」:140、太字は原文という原理である。チョムスキーは、英語のデータから、S（文節点、後のIP/TP）とNP（名詞句節点、後のDP）が境界節点であると考えた。
下接の条件に従うと、たとえば (1a) の非文法性は、(1b) のように what が2つのS節点を越えて移動しているからであると説明できる。
これに対して、1982年、ルイージ・リッツィは、イタリア語では(1a)と同様の構造を持つ(2)のような文が文法的になることを指摘した。
リッツィは、境界節点がパラメータになっていると考えることでこの問題を解決しようとした。つまり、英語ではSが境界節点だが、イタリア語ではそうではなく、S'が境界節点であると考えたのである。
このパラメータ設定によれば、イタリア語の(2a)におけるwh句 a cui は、2つのS節点を越えてはいるが、S'節点は1つしか越えていないため、下接の条件に違反せず、文は文法的になると説明された。
リッツィによるこの提案は、パラメータを初めて用いた画期的なものであり:150、その後の研究動向に大きな影響を与えた:40。

### GB理論における発展
1980年代を通じて「原理とパラメータのアプローチ」の具体的な理論的枠組みとして支配的だったのが、統率・束縛理論（GB理論）である。この理論は、チョムスキーの1981年の著作『統率・束縛理論』で提示され、文法を相互に作用する複数の下位理論（モジュール）の集合体として捉えた。主要なモジュールには、Xバー理論、θ理論、格理論、束縛理論、境界理論（主に下接の条件）、統率理論、コントロール理論などが含まれる。これらのモジュールの原理によって制約される形で、一般化された移動規則「移動α (Move α)」が適用されると考えられた。また、D構造、S構造、音形（PF）、論理形式（LF）という複数の表示レベルが仮定された。
GB理論の枠内で特に重要な進展として、ハギット・ボーラーが1984年の著作『Parametric Syntax: Case Studies in Semitic and Romance Languages』で提唱した語彙的パラメータ化仮説（Lexical Parameterization Hypothesis、しばしば「ボーラー＝チョムスキー予想」とも呼ばれる）がある。この仮説は、統語的なパラメータはすべて本質的に語彙的であり、言語間のパラメータ的変異は、個々の語彙項目、特に機能範疇（屈折辞、決定詞、補文標識など）の特性の違いに還元されると主張した。これは、パラメータを学習可能な語彙に結びつけることで制約する試みであり、後のミニマリスト・プログラムにおける素性主導の文法観への橋渡しとなった。

### 極小主義におけるパラメータ
1990年代初頭に登場したミニマリスト・プログラム (MP) は、原理とパラメータのアプローチ（P&P）/GB理論の複雑さに対し、より大きな概念的簡潔性と説明的深化を追求する。MPでは、ボーラー＝チョムスキー予想は概ね受け入れられ、言語間の変異は主に機能範疇の主要部 (functional head) が持つ素性の違いから生じると考えられるようになった。パラメータは、語彙項目の素性指定における選択肢（例：ある機能主要部が顕在的な移動を引き起こす強い素性を持つかどうか）として捉えられる。D構造やS構造といった表示レベルは排除され、真に必要とされるのはインターフェースレベルである音形 (PF) と論理形式 (LF) のみとされた。統語操作は主にMerge とAgree であり、移動は内的併合として再分析された:5-12。

## 批判
「原理とパラメータのアプローチ」は大きな影響力を持った一方で、様々な批判や課題も指摘されてきた。
理論内部の批判
パラメータの数が提案されすぎ、当初想定された少数のパラメータ群という理念から乖離した（パラメータの増殖）。また、提案されたパラメータの多くについて、その正確な定式化や設定値に関して研究者間の合意が得られていないとの指摘もある。「マクロパラメータ」（例：初期のゼロ主語パラメータ）が予測した複数の統語特性のクラスター化が、クロスリングイスティックな検証で崩れることが多く、より限定的な効果を持つ「ミクロパラメータ」に関心が移ったが、記述的妥当性の追求が説明力を損なう懸念も生じた。
フレデリック・ニューマイヤーによる批判
ニューマイヤーは、特に2005年の著作『可能言語と蓋然言語』などで、パラメータが言語類型論や言語間の変異を説明する上で期待された役割を果たしてこなかったと批判した。彼の主な論点は、(1) パラメータは必ずしも記述的単純性をもたらさない、(2) 多くの提案されたパラメータが明確な二項対立的設定を持たない、(3) 提案されたパラメータの数が膨大である、(4) 主要なパラメータが予測する特性のクラスター化がしばしば成り立たない、(5) 多数のパラメータと曖昧なトリガーが存在する場合のパラメータ設定は、規則学習よりも困難である可能性がある、などである。ニューマイヤーは、UGは（パラメータ化されていない原理によって）可能な言語の範囲を規定するが、蓋然的な（類型論的に一般的な）言語は運用原理（特に処理効率）によって説明されるというモデルを提唱した。
ミニマリスト・プログラムからの視点
MP自体が、「原理とパラメータのアプローチ」（P&P）/GBにおける理論装置の複雑さや仮定の多さに対する不満から生まれた側面があり、理論装置の削減（例：D構造・S構造の排除）は内部からの批判と進化の現れと言える。ただし、MP内部でもパラメータの正確な役割や性質（特に機能的語彙における位置づけ）は議論が続いている。
パラダイム間の批判
生得的な言語知識の範囲と性質（生得性）、独立した言語機能の存在（モジュール性）、入力データの豊富さ／貧弱さに関する議論（刺激の貧困）、言語使用の社会的・コミュニケーション的側面を軽視しているという機能主義や談話分析からの批判（I-言語対E-言語への焦点）などがある。また、理論が過度に抽象的で経験的データからの検証が困難であるという一般的批判もある。